# Uspantán
Uspantán é um município do departamento de El Quiché, Guatemala.